# پدیده گالاواردان
پدیده گالاواردان (فرانسوی: Phénomène de Gallavardin‎) نشانه‌ای بالینی است که در مبتلایان به تنگی دریچه آئورت دیده می‌شود و جدایی شنیداری اجزای نویزدار و موسیقایی سوفل سیستولیک است که اولی در حاشیهٔ بالایی استخوان جناغ (با انتشار به پشت) و دومی در نوک قلب شنیده می‌شود و پزشک معاینه‌کننده را ممکن است به اشتباه بیندازد که فرد نارسایی دریچه میترال دارد. تفاوت در آنجاست که سوفل شنیده شده در نوک قلب در پدیده گالاواردان به زیربغل انتشار نمی‌یابد و با کاهش ضربان قلب (مانند مکث جبرانی پس از یک انقباض زودرس بطنی) تشدید می‌شود، در حالی که نارسایی دریچه میترال تغییری نمی‌کند.
پدیده گالاواردان نامش را از متخصص قلب فرانسوی لویی گالاواردان می‌گیرد. برخی منابع فارسی این نشانه بالینی را به صورت «پدیده گالاواردین» نوشته‌اند که نزدیک به تلفظ انگلیسی‌اش است.